# 米国科学アカデミー賞産業応用部門
米国科学アカデミー賞産業応用部門 (NAS Award for the Industrial Application of Science)は米国科学アカデミー(NAS)の工学の賞。産業用途における重要な科学的成果に対して授与される。

## 受賞者
- 1990年 カール・ジェラッシ
- 1993年 ニック・ホロニアック
- 1996年 John H. Sinfelt
- 1999年 Ralph F. Hirschmann
- 2002年 クレイグ・ヴェンター
- 2005年 Philip Needleman
- 2008年 Robert Fraley
- 2011年 H. Boyd Woodruff
- 2014年 James C. Liao
- 2017年 ロバート・デナード
- 2020年 中村修二
- 2023年 Geoffrey W. Coates